# Ель-Пілар
Ель-Пілар (ісп. El Pilar) — руїни міста цивілізації мая в окрузі Кайо (Беліз). Назва з іспанської мови перекладається як «Наповнення водою» (за численні річки та потоки). Є частиною заповідника для флори і фауни (2000 га).

## Історія
Стародавня назва невідома. Поселення було засновано близько 800 року до н. е., середині докласичного періоду. Про цей період політичної історії міста мало відомостей. У IV столітті до н. е. з'явилися перші святилища. З 250 року до н. е. почалося будівництвом великих храмів та палацових комплексів.
Ель Пілар у своєму розквіті наприкінці класичного періоду був більш ніж в 3 рази Шунантуніча. Населення досягало 20 тисяч осіб.
Занепад відбувся у X столітті. Остаточно населення залишило місто до 1000 року.

## Опис
Розташовано на відстані 10 км від річки Беліз, за 12 км на північ від Сан-Ігнасіо, 47 км від руїн Тікаля, неподалік від кордону Белізу з Гватемалою.
Загальна площа становить 49 га, досліджена — 38 га. Поділений на 3 сектори: Північний, Південний і Західний. На території виявлено більш ніж 25 площ і безліч різних споруд.
Перший адміністративно-ритуальний центр розташовувався в Західному секторі. Тут розкопано декілька невеликих площ. Найважливішим святилищем докласичного періоду був храм у східній частині Площі Копал.
Споруди залишаються в первинному вигляді, очищення практично не проводиться, таким чином зберігаються: принципи нешкідливого використання природних ресурсів, таємнича атмосфера давніх мая, зокрема їхній побут.
Техніка будівництва споруд вказує, що будівельники Ель-Пілара були піонерами в будівництві споруд такого роду.
Найбільш дослідженим на сьогодні є житловий комплекс Цуну'ун. Його вважають місцем перебування тамтешньої знаті.
Цікавинкою Ель-Пілара є виявлені старовинні лісові сади мая, які було утворені ще в класичний період.

## Історія досліджень
Виявлено у 1970-х роках. У 1983 році археологом Анабель Форд створено першу мапу археологічної пам'ятки. Значні дослідження відбувалися у 1993—1997 роках. Вони проводилися із застосуванням особливого підходу стратегії розвідки, вивчення і презентації, яка призначена для забезпечення збереження стародавніх споруд у їхньому природному вигляді.
У 1998 році оголошений археологічним парком у Белізі та Гватемалі. Керівництво здійснюється Інститутом археології Белізу і Національним інститутом археології та історії Гватемали.